# Robert le diable
Robert le diable és una òpera en cinc actes de Giacomo Meyerbeer, amb llibret d'Eugène Scribe i Casimir Delavigne. Es considera una de les primeres grand opéras. Només té una connexió superficial amb la llegenda medieval sobre Robert el Diable. S'estrenà a l'Opéra de Paris el 21 de novembre de 1831.
L'òpera va ser un èxit immediat des de la primera nit; la música dramàtica, l'harmonia i l'orquestració, la seva trama melodramàtica, els seus cantants estrelles i els seus efectes sensacionals a l'escenari van fer que Frédéric Chopin, que estava entre el públic, digués: "si alguna vegada s'ha vist magnificència al teatre, dubto que aconseguís el nivell d'esplendor que es mostra a Robert... És una obra mestra... Meyerbeer s'ha fet immortal". Robert va iniciar la fama europea del seu compositor, va consolidar la fama del seu llibretista, Scribe, i va posar en marxa la reputació del nou director de l'Òpera, Louis-Désiré Véron, com a proveïdor d'un nou gènere de l'òpera. També va tenir influència en el desenvolupament del ballet, i va ser esmentat i discutit en la literatura francesa contemporània amb freqüència.

## Origen i context
Els primers estudis de Giacomo Meyerbeer havien estat a Alemanya, però des de 1816 fins al 1825 va treballar a Itàlia. Allí va estudiar òpera, llavors dominada per Gioachino Rossini, i va escriure les seves pròpies òperes italianes, que tingueren un èxit moderat, i també tenia algunes funcions en altres països europeus. L'èxit d'Il crociato in Egitto (1824) a tot Europa, incloent a París el 1825, va convèncer a Meyerbeer, que ja tenia trenta-tres anys, per a complir per fi la seva ambició d'establir-se a París, i de buscar un llibret adequat per a una òpera.

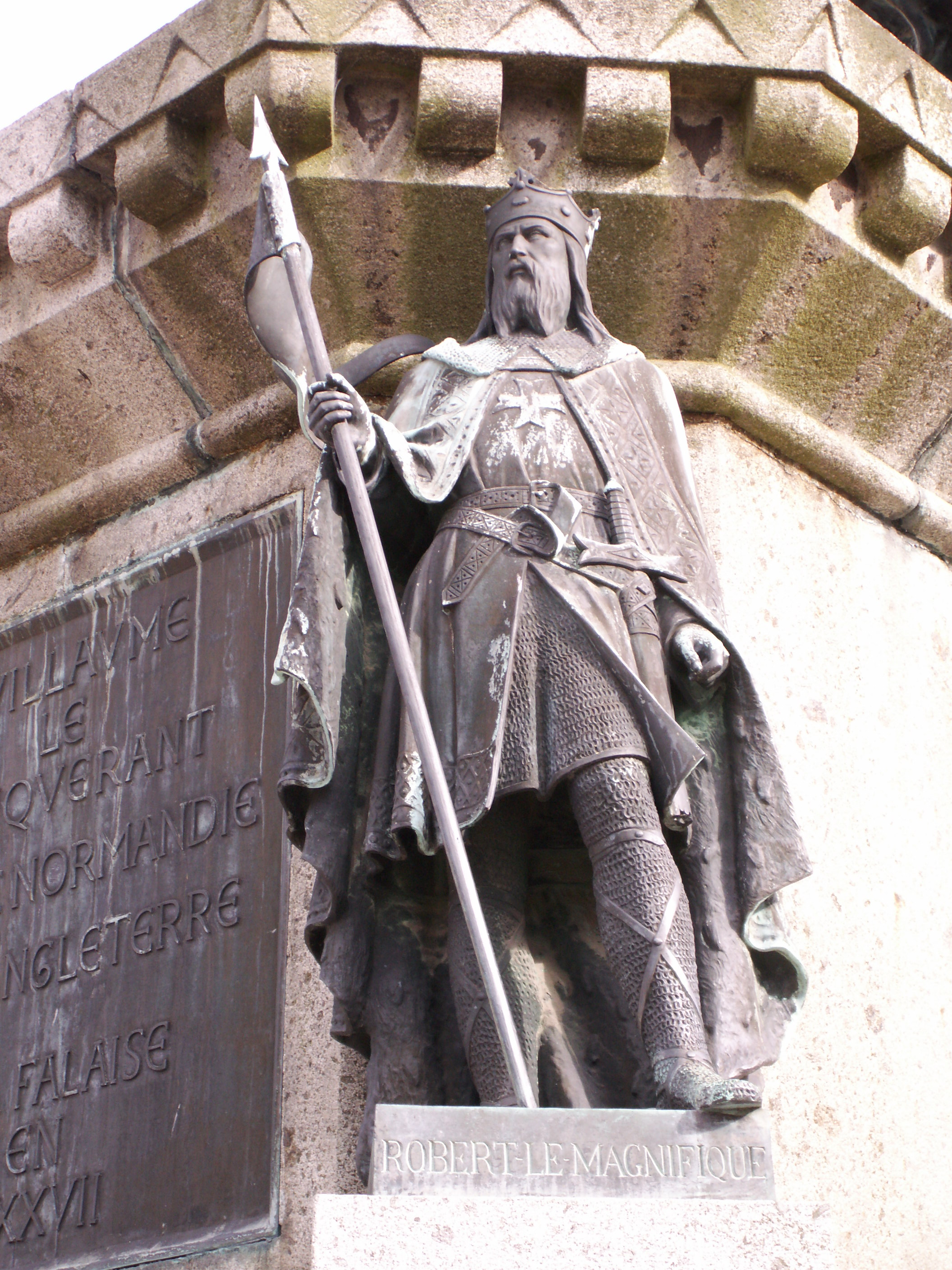
Robert el Magnífic en una estàtua a Falaise

Meyerbeer esmenta primer Robert le diable en els seus diaris al febrer de 1827. El Journal de Paris, va anunciar el 19 abril de 1827 que el llibret de Scribe i Delavigne havia estat aprovat per la censura i que "la música ha de ser confiada a un compositor, el Sr. Meyer-Beer, qui, després d'haver adquirit una brillant reputació a Alemanya i Itàlia, s'està estenent al nostre país, on diverses de les seves obres han estat ja representades amb èxit."
El llibret va ser confeccionat sobre la base de les antigues llegendes sobre el duc Robert el Magnífic de Normandia, pare de Guillem el Conqueridor, que s'identificava en algunes versions amb el fill del diable. Els llibretistes varen fantasiar sobre aquest esquema amb una varietat d'incidents melodramàtics. La trama es reflecteix els elements llegendaris fantàstics que van fascinar al públic de vl'òpera de 1830, un sabor que havia evolucionat des del 1824 amb la producció a París de Carl Maria von Weber de Der Freischütz, que també compta amb un heroi dubtós que feia amistat amb un dimoni que li prometia l'èxit.
El llibret va ser pensat originalment per a una òpera còmica en tres actes per al teatre Opéra-Comique. Meyerbeer va deixar de treballar en l'òpera el 1827 quan el teatre va patir dificultats financeres. L'agost de 1829, el compositor i llibretistes van acordar remodelar el treball en una forma en cinc actes per complir els requisits de l'Òpera de París. Això implicava algunes reescriptures importants de la història, el que redueix el paper essencialment còmic de Raimbaut, que desapareix després del tercer acte a la versió final, però les entremaliadures - incloent la despesa dels diners de Bertram - van continuar al llarg en el llibret abans. També va significar que el tradicional "parella" d'amants en l'opéra comique (Robert/Isabelle paral·lela en tot moment per la de la "classe baixa" Raimbaut/Alice) va ser escombrada en favor de la concentració de la història en una línia més sensacional de l'ascendència diabòlica de Robert.

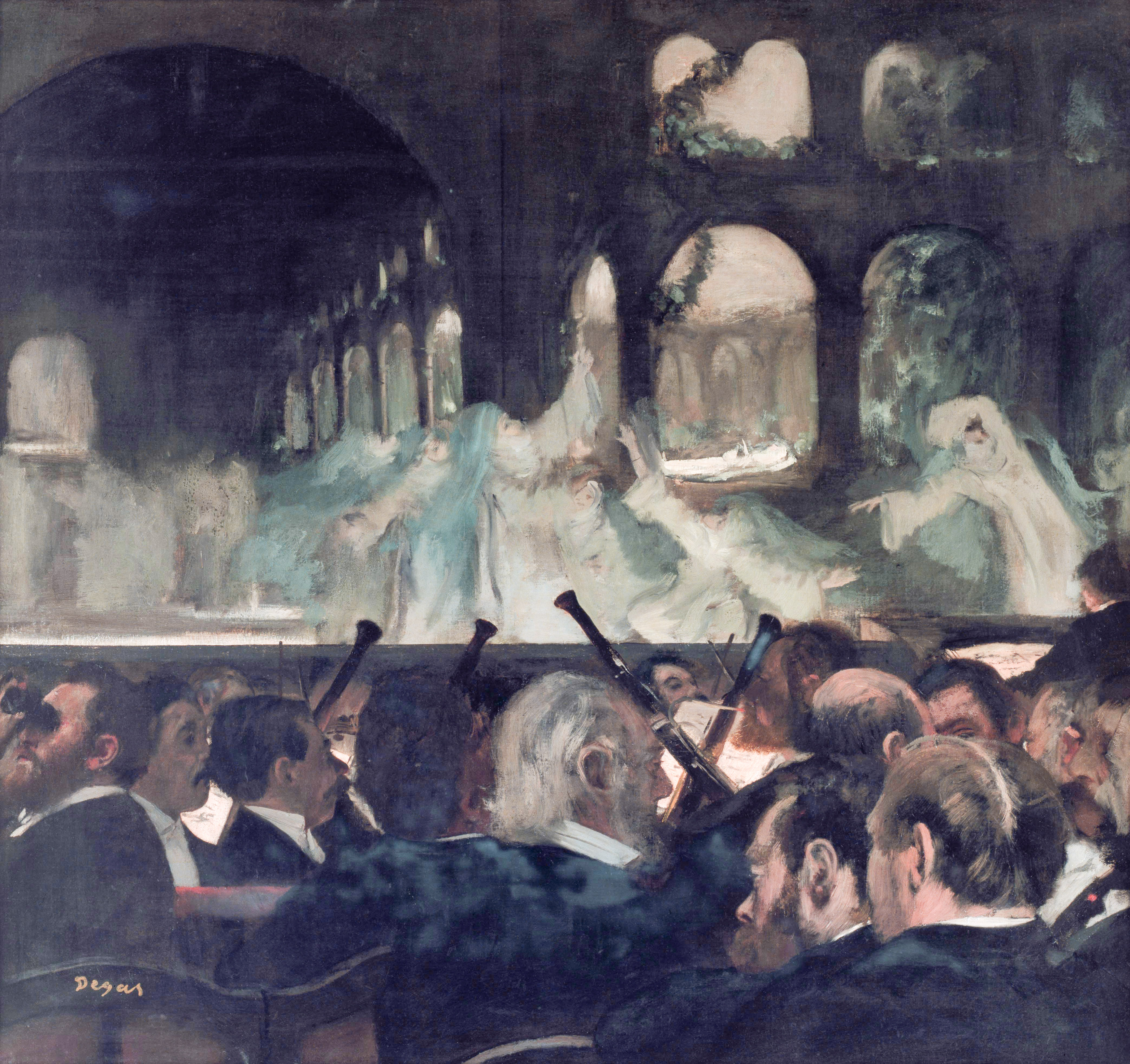
Ballet de les monges, del tercer acte

El contracte per a l'òpera, especificant que era una "gran òpera en cinc actes i set escenes", va ser signat pel llavors director de l'Òpera, Émile Lubbert, el 29 de desembre de 1829. Meyerbeer van completar la composició de l'obra a Spa, Bèlgica, al juny i juliol de 1830. La seva caracterització com a grand opéra va posar aquesta òpera com a successora La Muette de Portici (1828) d'Auber i Guillaume Tell de Rossini (1829) en aquest nou gènere. El compositor va tornar a treballar més en l'òpera a principis de 1831, amb la conversió de passatges parlats per recitatius i afegint episodis de ballet, incloent, a l'acte tercer, el Ballet de les monges, que es va convertir en una de les grans sensacions de l'òpera. També va reescriure els dos principals papers masculins de Bertrand i Robert per satisfer el talent de Nicolas Levasseur i Adolphe Nourrit.
Aquesta òpera, propera al gust dels romàntics alemanys pels elements sobrenaturals, encara que tractada a la manera d'una grand opéra, és la primera de Meyerbeer en aquest gènere, del qual es convertí en el màxim exponent. L'obra assolí un gran èxit, i els anys següents serví d'inspiració per a la composició de nombroses fantasies escrites, entre d'altres, per autors com Chopin o Liszt.
Robert le Diable no només va delinear l'òpera francesa durant el període romàntic sinó que va marcar l'èxit de Meyerbeer, transformant-lo en el compositor més estimat del públic parisenc, que es va rendir als seus peus. Meyerbeer va consolidar un estil operístic particular, la Grand Opéra, ja abans mostrada per Daniel François Auber a La Muette de Portici (1828) i Gioachino Rossini a Guillaume Tell (1829). Així les coses, el seu nom apareix lligat indissolublement a aquest gènere que tenia com a característiques el drama històric medieval o renaixentista, la varietat de personatges, la intervenció d'imponents masses corals i la incorporació del ballet a la representació, tot això emmarcat en un gran desplegament escènic.

## Representacions

### Temporades estrena a París

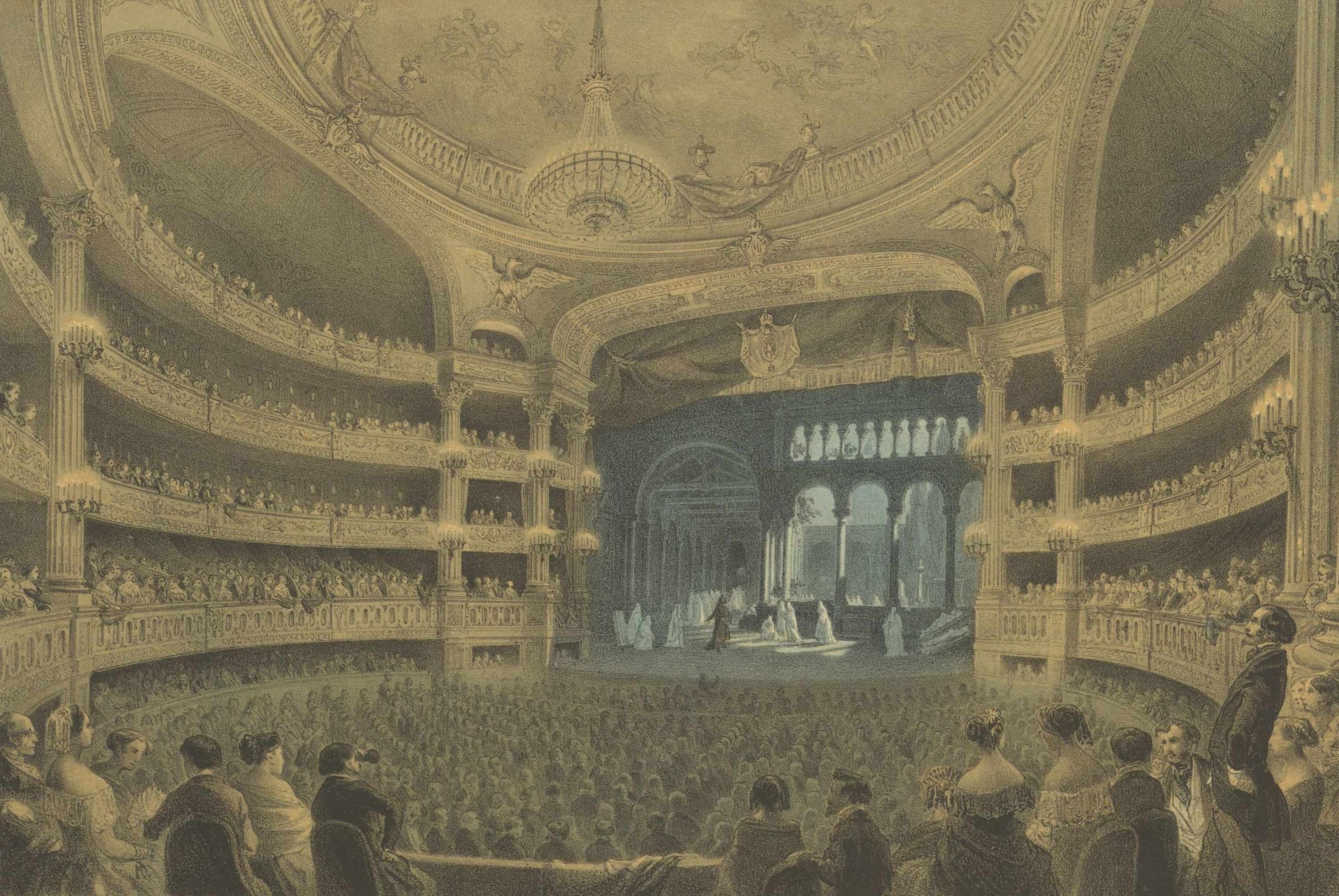
Acte III, escena 2 de Robert a l'Òpera de París (Salle Le Peletier), 1831 (Jules Arnout)

L'òpera es va estrenar el 21 de novembre de 1831 a l'Òpera de París. A l'èxit hi va contribuir molt als cantants estrella de l'Òpera -Levasseur com a Bertram, Nourrit com a Robert- i pel provocador Ballet de les monges del tercer acte, amb la gran ballarina, Marie Taglioni. La coreografia per al ballet va ser elaborat pel pare de la ballarina, Filippo Taglioni.
L'escenografia per al ballet tenia un disseny innovador i sorprenent fet per Henri Duponchel i Pierre-Luc-Charles Ciceri. Duponchel també va introduir innovacions tècniques per a la posada en escena, entre ells trapes per a la sobtada aparició i desaparició dels fantasmes. Fins i tot Meyerbeer es va queixar que l'espectacle amagava la seva música a un segon pla. Taglioni va ballar el paper de l'abadessa només sis vegades a París; va ser reemplaçada per Louise Fitzjames, que va ballar el paper 232 vegades.
Per invitació de Nourrit, Cornélie Falcon va fer el seu debut a l'Òpera a l'edat de 18 anys en el paper d'Alice el 20 de juliol de 1832. L'elenc inclou Nourrit. Encara que patia de pànic escènic, Falcon va aconseguir cantar la seva primera ària sense cap error, i va acabar el seu paper amb "facilitat i competència". El seu comportament tràgic i les profundes mirades van ser molt apropiats pel seu paper, i va deixar una vívida impressió en el públic, que incloïa aquella nit a Auber, Berlioz, Halévy, Maria Malibran, Giulia Grisi, Honoré Daumier, Alexandre Dumas i Victor Hugo. En la seva audició del paper, el mateix Meyerbeer va declarar la seva òpera per fi "completa".
L'abril del 1834, l'òpera ja havia viscut més de 100 funcions a París. Nourrit va cantar el paper de Robert fins a 1837, quan va ser reemplaçat com a primer tenor de l'Òpera de Gilbert Duprez, que, no obstant això, Meyerbeer no li agradava en el paper, i tampoc aprovava l'alternativa del tenor Lafont. Meyerbeer va quedar impressionat pel debutant Mario (Cavaliere Giovanni Matteo di Candia), i va escriure per a ell una nova ària per a Robert, que va cantar en el seu debut en el renaixement de l'òpera el 30 de novembre de 1838. El debut de Mario va ser el llançament de la seva carrera molt reeixida. Altres cantants en el renaixement 1838 inclouen Julie Dorus-Gras (Alice), Prosper Dérivis (Bertram) i François Wartel (Raimbaut). Per la mort de Meyerbeer el 1864 l'òpera s'havia realitzat més de 470 vegades només a París.

### Les primeres actuacions fora de París
Una successió de representacions a tot Europa i a Amèrica va llançar Meyerbeer a la fama internacional. Una versió de l'òpera de Rophino Lacy, amb el títol The Fiend-Father, va ser presentada per primera vegada a Londres, al Teatre Drury Lane el 20 de febrer de 1832. La versió original va aparèixer en el Teatre Haymarket, l'11 de juny d'aquest any. La versió de Lacy es va donar també a Nova York el 7 d'abril de 1834. El 1832 l'òpera va arribar a Berlín, Estrasburg, Dublín i Lieja; el 1833 a Brussel·les, Copenhaguen, Viena i Marsella; el 1834 a Lió, Budapest, la Haia, Amsterdam i Sant Petersburg; el 1835 (12 de maig) va obtenir la seva primera actuació nord-americana en l'original francès al Théâtre d'Orléans a Nova Orleans. El 1838 es va sentir a Lisboa i el 1840 a 1840, les dues en versió italiana.

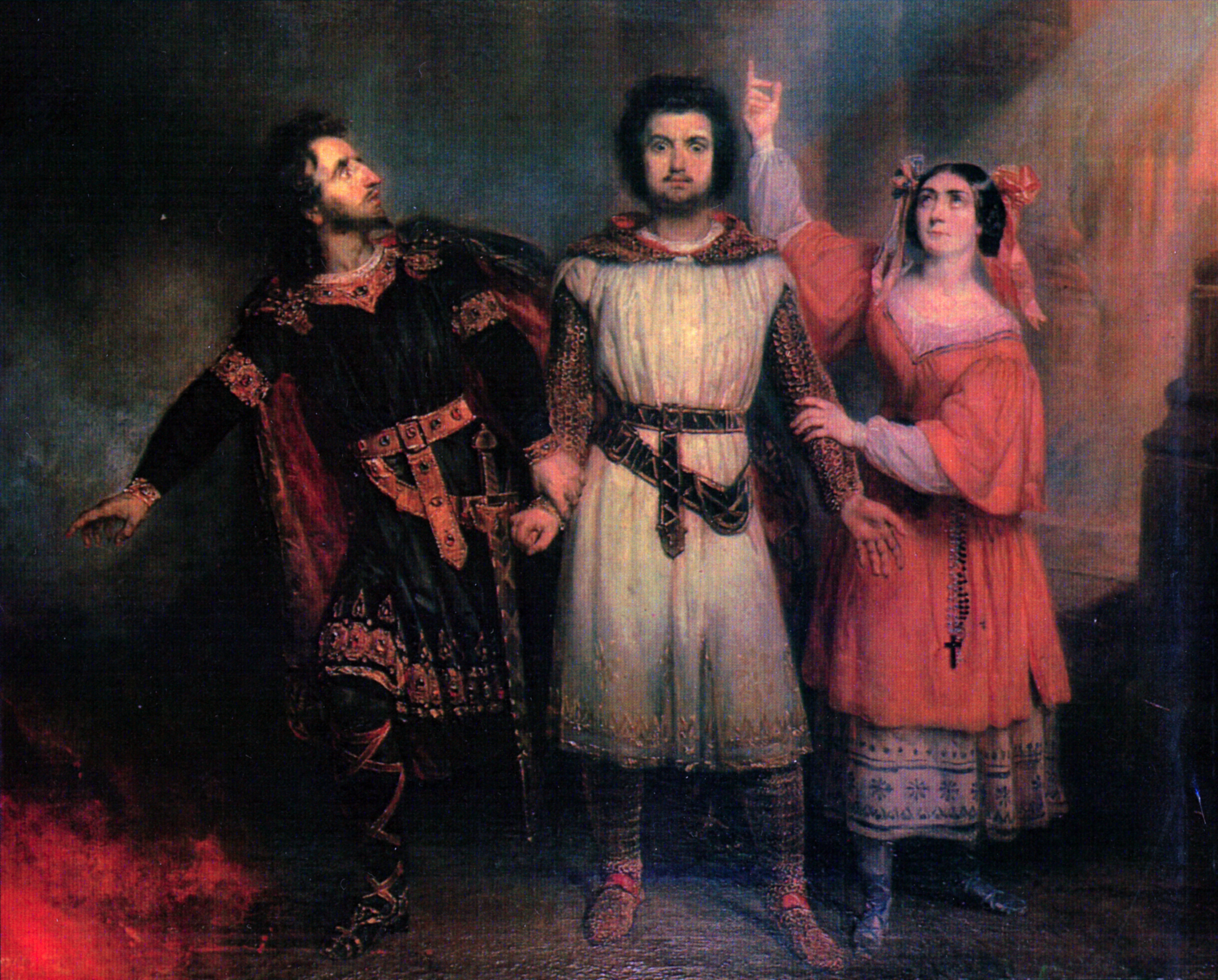
Trio del cinquè acte segons un quadre de Lépaulle (1835)

Meyerbeer va prendre especial cura durant les estrenes de les produccions de Londres i Berlín. Va viatjar a Londres per comprovar els cantants i la producció de la versió original, i va sol·licitar que la traducció alemanya de Berlín foss realitzada pel poeta Ludwig Rellstab, recomanant encaridament la contractació de Taglioni i el seu pare Fillipo, i que es reproduïssin les escenografies de Ciceri. Finalment Taglioni va ballar i es van reproduir els conjunts, però la traducció es va dur a terme per l'amic de Meyerbeer Theodor Infern.Theodor Hell. Meyerbeer va escriure música de ballet addicional per Taglioni per a la producció de Berlín.
El coreògraf danès August Bournonville va veure l'actuació de Fitzjames com a l'abadessa a París el 1841, i es va basar en la seva pròpia coreografia per fer la de Copenhaguen entre 1833 i 1863. Aquesta coreografia, que ha estat totalment conservada, representa l'únic registre dels originals de Filippo Taglioni.

### Segle XX
Durant el segle xx, les òperes de Meyerbeer van desaparèixer gradualment dels escenaris, en part a causa de les despeses, en part a causa de la seva denigració pels partidaris de l'òpera wagneriana. El 1898, George Bernard Shaw, a The Perfect Wagnerite, ja va menysprear Robert dient que "avui en dia els joves no poden entendre com algú podria haver tingut influència de Meyerbeer de debò".
No obstant això, es varen fer produccions de Robert a Nova Orleans i Niça el 1901, París (a la Gaité Lyrique) el 1911, Barcelona el 1917, a la Volksoper de Viena el 1921 i Bordeus el 1928. La primera producció després de la Segona Guerra Mundial va ser a Florència el 1968, una versió reduïda amb un repartiment que incloïa Renata Scotto i Boris Christoff. El 1984 hi ha haver un renaixement a l'Òpera de París amb Rockwell Blake (Robert), Samuel Ramey (Bertram), Walter Donati (Raimbaut), Michèle Lagrange (Alice) i June Anderson (Isabelle), primera actuació des del 1893. El 1999 una nova producció es va muntar a l'Òpera Estatal de Praga.

### Segle XXI
Una posada en escena d'una nova edició crítica de Robert le diable de Wolfgang Kühnhold es va presentar a l'Òpera Estatal de Berlín el març de 2000 amb Jianyi Zhang (Robert), Stephan Rügamer (Raimbaut), Kwangchul Youn (Bertram), Marina Mescheriakova (Alice) i Nelly Miricioiu (Isabelle), dirigida per Marc Minkowski.
Una nova producció de l'òpera, dirigida per Laurent Pelly, es va estrenar al Royal Opera House de Londres el 6 de desembre de 2012, la primera vegada que s'havia realitzat allà des de 1890.

## Repartiment estrena
| Rol                           | Veu          | Elenc de l'estrena, 21 de novembre de 1831 (Director: François Habeneck) |
| ----------------------------- | ------------ | ------------------------------------------------------------------------ |
| Robert, Duc de Normandia      | tenor        | Adolphe Nourrit                                                          |
| Isabelle, Princesa de Sicília | soprano      | Laure Cinti-Damoreau                                                     |
| Bertram, amic de Robert       | baix-baríton | Nicolas Levasseur                                                        |
| Alice, germanastra de Robert  | soprano      | Julie Dorus-Gras                                                         |
| Raimbaut, un joglar           | tenor        | Marcelin Lafont                                                          |
| Alberti, un cavaller          | baix         | Jean-Pierre Hurteau                                                      |
| Herald                        | tenor        | Jean-Étienne-Auguste Massol                                              |
| Dama d'honor d'Isabelle       | soprano      | Lavry                                                                    |
| Sacerdot                      | baix         |                                                                          |
| Príncep de Granada            | sense parlar |                                                                          |
| Hėléna, Abadessa              | ballarina    | Marie Taglioni                                                           |